# Brother Firetribe
Brother Firetribe — фінський хард-рок-гурт, що сформувався у 2002. У 2006 випустили свій дебютний студійний альбом «False Metal», який пізніше був перевиданий під назвою «Break Out». У 2008 випустили альбом «Heart Full of Fire», а у 2014 — «Diamond in the Firepit». У 2017 відбувся реліз четвертого студійного альбому гурту — «Sunbound».

## Склад
Поточні учасники
- Пекка Ансіо Хейно – вокал
- Ерно «Емппу» Вуорінен  – гітари
- Джейсон Флінк – бас-гітара, задній вокал
- Томппа Нікулайнен – клавішні
- Ханнес Піріла – барабани, ударні (2014-дотепер)

Колишні учасники
- Калле Торніайнен – барабани, ударні (2002-2014)

## Дискографія

### Альбоми
| Рік  | Альбом                 | Чарти | Сертифікація |
| Рік  | Альбом                 | [ 1 ] | Сертифікація |
| ---- | ---------------------- | ----- | ------------ |
| 2006 | False Metal            | 22    |              |
| 2008 | Heart Full of Fire     | 6     |              |
| 2014 | Diamond in the Firepit | 7     |              |
| 2017 | Sunbound               | 5     |              |
| 2020 | Feel the Burn          | 5     |              |

### Сингли та міні-альбоми
| Рік  | Сингл / Міні-альбом                   | Чарти | Альбом                 |
| Рік  | Сингл / Міні-альбом                   | [ 1 ] | Альбом                 |
| ---- | ------------------------------------- | ----- | ---------------------- |
| 2006 | "One Single Breath"                   | —     | False Metal            |
| 2006 | "I'm on Fire"                         | 10    | False Metal            |
| 2007 | "I Am Rock"                           | 6     | Heart Full of Fire     |
| 2008 | "Heart Full of Fire... And Then Some" | 8     | Heart Full of Fire     |
| 2008 | "Runaways"                            | 6     | Heart Full of Fire     |
| 2014 | "For Better or for Worse"             | 6     | Diamond in the Firepit |
| 2016 | "Taste of a Champion"                 |       | Sunbound               |
| 2017 | "Indelible Heroes"                    |       | Sunbound               |

### DVD
| Рік  | Альбом         |
| ---- | -------------- |
| 2010 | Live at Apollo |